# (6614) Antisthène
(6614) Antisthène, désignation internationale (6614) Antisthenes, est un astéroïde de la ceinture principale.

## Description
(6614) Antisthène est un astéroïde de la ceinture principale. Il fut découvert par Cornelis Johannes van Houten, Ingrid van Houten-Groeneveld et Tom Gehrels le 24 septembre 1960 à l'observatoire Palomar. Il présente une orbite caractérisée par un demi-grand axe de 2,4838 UA, une excentricité de 0,1573 et une inclinaison de 5,5862° par rapport à l'écliptique.
Il fut nommé en hommage à Antisthène, philosophe grec, considéré comme le fondateur de l'école cynique vers 390 avant Jésus-Christ.

## Compléments